# OADM

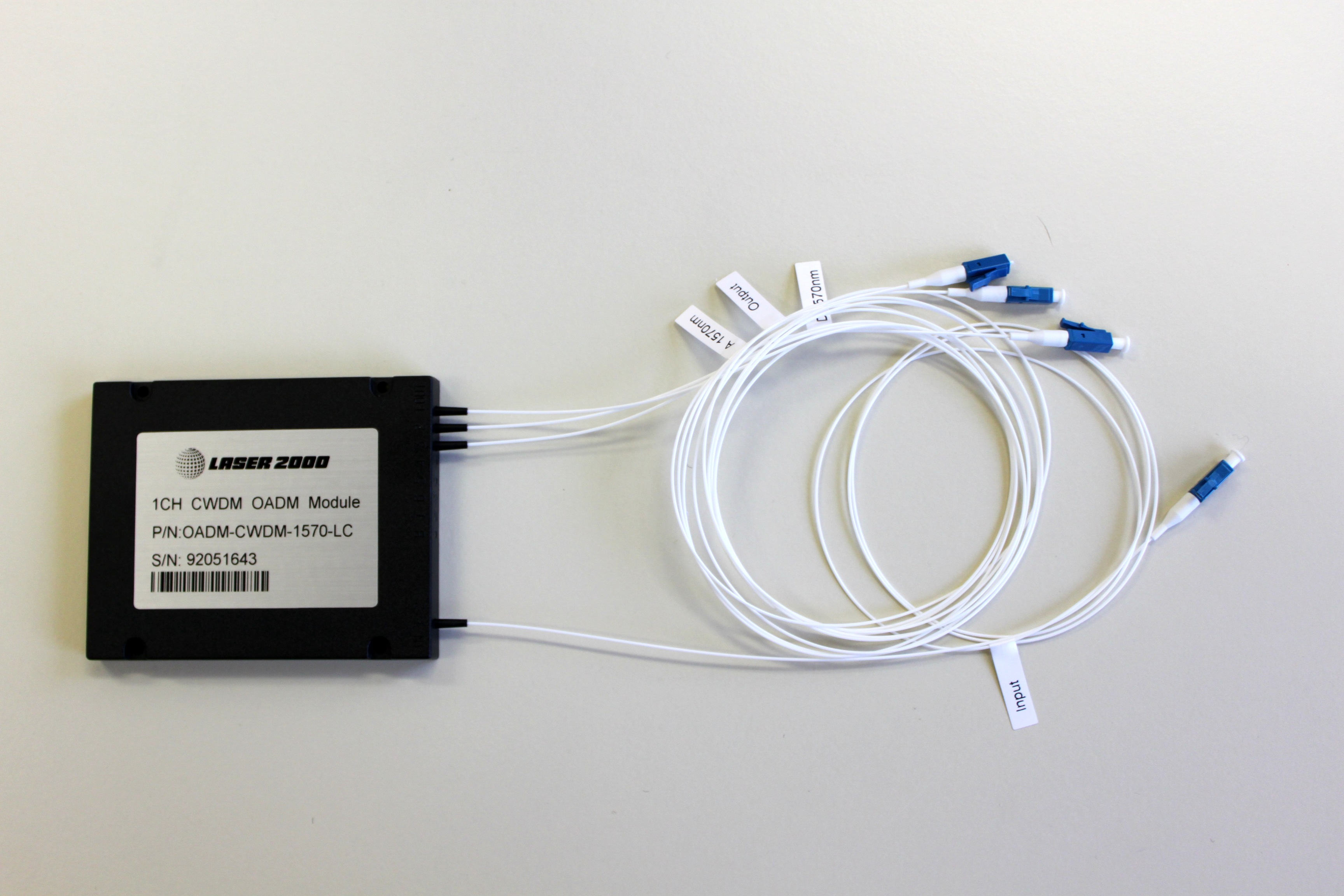
Module OADM optique fibré

Un ADM est un composant d'une liaison Télécom, qui signifie Add-Drop Multiplexer. Un OADM est utilisé dans les réseaux par fibres optiques d'où le terme d'Optical Add Drop Multiplexer. 
Ce composant permet d'ajouter (Add) ou d'extraire (Drop) un ou plusieurs canaux sans interrompre le signal lumineux dans la technologie de multiplexage en longueur d'onde (WDM).